# Hexagram (I Tjing)

De 64 hexagrammen van I Tjing

De "I Tjing", het Chinese Boek der Veranderingen, bestaat uit de omschrijving van 64 hexagrammen. 
Een hexagram in deze context is een figuur die is samengesteld uit zes horizontaal boven elkaar gestapelde lijnen (爻 yáo: 'lijn'). Elk van die lijnen is ofwel een Yang-lijn (een ononderbroken, volle lijn), of een Yin-lijn (onderbroken,een lijn met een opening in het midden). De lijnen van een hexagram worden traditioneel van onderen naar boven gelezen, dus de onderste lijn is de eerste lijn en de bovenste de zesde. Hexagrammen worden gevormd door een combinatie van twee van de acht bestaande trigrammen. 
De omschrijvingen bij de hexagrammen zijn vaak erg cryptisch, ze lijken verwant aan parabels. 
Het Chinese woord voor 'hexagram' is 卦 "guà", maar dat woord kan ook  trigram betekenen. Een oude betekenis 卦 "guà" is 'veranderen, verandering'.  

## Lijst van de 64 hexagrammen
Dit is een lijst van de 64 Hexagrammen van de I Tjing (pinyin: liushisi gua 六十四卦, 64 hexagrammen), uit de I Tjing, het Boek der Veranderingen.

### Opzoektabel
| Boven → Onder ↓ | 乾 Qián Hemel   | 坤 Kūn Aarde            | 震 Zhèn Donder        | 坎 Kǎn Water        | 艮 Gèn Berg       | 巽 Xùn Wind            | 離 Lí Vuur            | 兌 Duì Meer           |
| --------------- | --------------- | ----------------------- | --------------------- | ------------------- | ----------------- | ---------------------- | --------------------- | --------------------- |
| 乾 Qián Hemel   | 01 Kracht       | 11 Doordringen          | 34 Stimulerend Groot  | 05 Dienen           | 26 Groot Vergaren | 09 Klein Vergaren      | 14 Groot Hebben       | 43 Doorbreken         |
| 坤 Kūn Aarde    | 12 Blokkeren    | 02 Veld                 | 16 Geestdrift         | 08 Groeperen        | 23 Ontmantelen    | 20 Observeren          | 35 Floreren           | 45 Klonteren          |
| 震 Zhèn Donder  | 25 Onschuld     | 24 Terugkeren           | 51 Donder             | 03 Ontspruiten      | 27 Kauwen         | 42 Vermeerderen        | 21 Doorknagen         | 17 Volgen             |
| 坎 Kǎn Water    | 06 Twisten      | 07 Leiden               | 40 Oplossen           | 29 Water            | 04 Verhullen      | 59 Oplossen            | 64 Voor de Voleinding | 47 Opsluiten          |
| 艮 Gèn Berg     | 33 Terugtrekken | 15 Nederigheid          | 62 Overtreffend Klein | 39 Manken           | 52 Berg           | 53 Indringen           | 56 Vertoeven          | 31 Verenigen          |
| 巽 Xùn Wind     | 44 Paren        | 46 Omhoogdringen        | 32 Volharden          | 48 Opwellen         | 18 Bederf         | 57 Wind                | 50 Ketel              | 28 Overtreffend Groot |
| 離 Lí Vuur      | 13 Gemeenschap  | 36 Helderheid Verbergen | 55 Overvloedig        | 63 Na de Voleinding | 22 Verfraaien     | 37 Gezin               | 30 Vuur               | 49 Afstropen          |
| 兌 Duì Meer     | 10 Stappen      | 19 Naderen              | 54 Het Huwende Meisje | 60 Beperken         | 41 Verminderen    | 61 Innerlijke Waarheid | 38 Tegenstelling      | 58 Meer               |

### Hexagram 1
Hexagram 1 is  乾 (qián), "Kracht". Andere vertalingen o.a.: "het scheppende", "krachtdadigheid", "de sleutel",  en "hemel". Het onderste (binnen) trigram is ☰ (乾 qián) kracht = (天) hemel, en het bovenste (buiten) trigram is hetzelfde. Kracht is Yang, mannelijk.

| teken                       | ䷀                    | ䷀                    |
| benaming                    | Hexagram voor Kracht | Hexagram voor Kracht |
| code                        | decimaal             | hex                  |
| Unicode                     | 19904                | 4DC0                 |
| UTF-8                       | 228 183 128          | E4 B7 80             |
| Karakter-entiteitreferentie | &#19904;             | &#x4DC0;             |

### Hexagram 2
Hexagram 2 is 坤 (kūn), "Veld". Andere vertalingen o.a.: "het Ontvankelijke", "Aarde", "rust", en "de stroom". Onderste trigram is ☷ (坤 kūn) veld = (地) aarde, bovenste trigram is hetzelfde. Veld is Yin, vrouwelijk.

| teken                       | ䷁                  | ䷁                  |
| benaming                    | Hexagram voor Veld | Hexagram voor Veld |
| code                        | decimaal           | hex                |
| Unicode                     | 19905              | 4DC1               |
| UTF-8                       | 228 183 129        | E4 B7 81           |
| Karakter-entiteitreferentie | &#19905;           | &#x4DC1;           |

### Hexagram 3
Hexagram 3 is  屯 (zhūn), "Ontspruiten". Andere vertalingen o.a.: "aanvangsmoeilijkheden", "steun zoeken", en "accumuleren". Onderste trigram is  ☳ (震 zhèn) schok = (雷) donder, bovenste trigram is ☵ (坎 kǎn) ravijn = (水)  water.
| teken                       | ䷂                         | ䷂                         |
| benaming                    | Hexagram voor Ontspruiten | Hexagram voor Ontspruiten |
| code                        | decimaal                  | hex                       |
| Unicode                     | 19906                     | 4DC2                      |
| UTF-8                       | 228 183 130               | E4 B7 82                  |
| Karakter-entiteitreferentie | &#19906;                  | &#x4DC2;                  |

### Hexagram 4
Hexagram 4 is 蒙 (méng), "Verhullen". Andere vertalingen o.a.: "jeugdige onschuld", "de jonge ent", en "ontdekken". Onderste trigram ☵ (坎 kǎn) ravijn = (水) water. Bovenste trigram is ☶ (艮 gèn) grens = (山) berg.
| teken                       | ䷃                       | ䷃                       |
| benaming                    | Hexagram voor Verhullen | Hexagram voor Verhullen |
| code                        | decimal                 | hex                     |
| Unicode                     | 19907                   | 4DC3                    |
| UTF-8                       | 228 183 131             | E4 B7 83                |
| Karakter-entiteitreferentie | &#19907;                | &#x4DC3;                |

### Hexagram 5
Hexagram 5 is 需 (xū), "Dienen". Andere vertalingen o.a.: "wachten", "bevochtigd", en "komende". Onderste  trigram is  ☰ (乾 qián) kracht = (天) hemel, bovenste trigram is ☵ (坎 kǎn) ravijn = (水) water.
| teken                       | ䷄                    | ䷄                    |
| benaming                    | Hexagram voor Dienen | Hexagram voor Dienen |
| code                        | decimaal             | hex                  |
| Unicode                     | 19908                | 4DC4                 |
| UTF-8                       | 228 183 132          | E4 B7 84             |
| Karakter-entiteitreferentie | &#19908;             | &#x4DC4;             |

### Hexagram 6
Hexagram 6 is 訟 (sòng), "Twisten". Andere vertalingen o.a.: "conflict" en "rechtsgeding". Onderste trigram is  ☵ (坎 kǎn) ravijn = (水) water, bovenste trigram is ☰ (乾 qián) kracht = (天) hemel.
| teken                       | ䷅                     | ䷅                     |
| benaming                    | Hexagram voor Twisten | Hexagram voor Twisten |
| code                        | decimaal              | hex                   |
| Unicode                     | 19909                 | 4DC5                  |
| UTF-8                       | 228 183 133           | E4 B7 85              |
| Karakter-entiteitreferentie | &#19909;              | &#x4DC5;              |

### Hexagram 7
Hexagram 7 is 師 (shī), "Leiden". Andere vertalingen o.a.: "het leger" en "legioenen". Onderste trigram is  ☵ (坎 kǎn) ravijn = (水) water, bovenste trigram is ☷ (坤 kūn) veld = (地) aarde.
| teken                       | ䷆                    | ䷆                    |
| benaming                    | Hexagram voor Leiden | Hexagram voor Leiden |
| code                        | decimaal             | hex                  |
| Unicode                     | 19910                | 4DC6                 |
| UTF-8                       | 228 183 134          | E4 B7 86             |
| Karakter-entiteitreferentie | &#19910;             | &#x4DC6;             |

### Hexagram 8
Hexagram 8 is 比 (bǐ), "Groeperen". Andere vertalingen o.a.: "bij elkaar houden" en "verbond". Onderste  trigram is  ☷ (坤 kūn) veld = (地) aarde, bovenste  trigram is ☵ (坎 kǎn) ravijn = (水) water.
| teken                       | ䷇                       | ䷇                       |
| benaming                    | Hexagram voor Groeperen | Hexagram voor Groeperen |
| code                        | decimaal                | hex                     |
| Unicode                     | 19911                   | 4DC7                    |
| UTF-8                       | 228 183 135             | E4 B7 87                |
| Karakter-entiteitreferentie | &#19911;                | &#x4DC7;                |

### Hexagram 9
Hexagram 9 is 小畜 (xiǎo chù), "Klein Vergaren". Andere vertalingen o.a.: "Temmende macht van het kleine" en "kleine oogst". Onderste trigram is  ☰ (乾 qián) kracht = (天) hemel, bovenste  trigramis ☴ (巽 xùn) grond = (風) wind.
| 'teken                      | ䷈                            | ䷈                            |
| benaming                    | Hexagram voor Klein Vergaren | Hexagram voor Klein Vergaren |
| code                        | decimaal                     | hex                          |
| Unicode                     | 19912                        | 4DC8                         |
| UTF-8                       | 228 183 136                  | E4 B7 88                     |
| Karakter-entiteitreferentie | &#19912;                     | &#x4DC8;                     |

### Hexagram 10
Hexagram 10 is  履 (lǚ), "Stappen". Andere vertalingen o.a.:"betreden (geleiden)" en "verderzetten". Onderste  trigram is  ☱ (兌 duì) open = (澤) meer, bovenste  trigram is ☰ (乾 qián) kracht = (天) hemel.
| teken                       | ䷉                     | ䷉                     |
| benaming                    | Hexagram voor Stappen | Hexagram voor Stappen |
| code                        | decimaal              | hex                   |
| Unicode                     | 19913                 | 4DC9                  |
| UTF-8                       | 228 183 137           | E4 B7 89              |
| Karakter-entiteitreferentie | &#19913;              | &#x4DC9;              |

### Hexagram 11
Hexagram 11 is 泰 (tài), "Doordringen". Andere vertalingen o.a.: "vrede" en "grootsheid". Onderste trigram is ☰ (乾 qián) kracht = (天) hemel, bovenste trigram is ☷ (坤 kūn) veld = (地) aarde.
| teken                       | ䷊                         | ䷊                         |
| benaming                    | Hexagram voor Doordringen | Hexagram voor Doordringen |
| code                        | decimaal                  | hex                       |
| Unicode                     | 19914                     | 4DCA                      |
| UTF-8                       | 228 183 138               | E4 B7 8A                  |
| Karakter-entiteitreferentie | &#19914;                  | &#x4DCA;                  |

### Hexagram 12
Hexagram 12 否 (pǐ), "Blokkeren". Andere "stilstand(stagnatie)", "blokkade" en "zelfzuchtige mensen". Onderste trigram is ☷ (坤 kūn) veld = (地) aarde, bovenste trigram is ☰ (乾 qián) kracht = (天) hemel.
| teken                       | ䷋                       | ䷋                       |
| benaming                    | Hexagram voor Blokkeren | Hexagram voor Blokkeren |
| code                        | decimaal                | hex                     |
| Unicode                     | 19915                   | 4DCB                    |
| UTF-8                       | 228 183 139             | E4 B7 8B                |
| Karakter-entiteitreferentie | &#19915;                | &#x4DCB;                |

### Hexagram 13
Hexagram 13 is 同人 (tóng rén),"Gemeenschap". Andere vertalingen o.a.: "Eensgezinde Mensen", "verbond met mensen" en "mensen bij elkaar brengen". Onderste  trigram is ☲ (離 lí) stralen = (火) vuur, onderste trigram is ☰ (乾 qián) kracht =(天) hemel.
| teken                       | ䷌                         | ䷌                         |
| benaming                    | Hexagram voor Gemeenschap | Hexagram voor Gemeenschap |
| code                        | decimaal                  | hex                       |
| Unicode                     | 19916                     | 4DCC                      |
| UTF-8                       | 228 183 140               | E4 B7 8C                  |
| Karakter-entiteitreferentie | &#19916;                  | &#x4DCC;                  |

### Hexagram 14
Hexagram 14 is 大有 (dà yǒu), "Groot Hebben". Andere vertalingen o.a.: "bezit in grote mate" en "het groot bezitten". Onderste trigram is ☰ (乾 qián) force = (天) hemel, bovenste trigram is ☲ (離 lí) stralen = (火) vuur.
| teken                       | ䷍                          | ䷍                          |
| benaming                    | Hexagram voor Groot Hebben | Hexagram voor Groot Hebben |
| code                        | decimaal                   | hex                        |
| Unicode                     | 19917                      | 4DCD                       |
| UTF-8                       | 228 183 141                | E4 B7 8D                   |
| Karakter-entiteitreferentie | &#19917;                   | &#x4DCD;                   |

### Hexagram 15
Hexagram 15 is 謙 (qiān), "Nederigheid". Andere vertalingen o.a.: "bescheidenheid". Onderste  trigram is ☶ (艮 gèn) bound = (山) berg, bovenste trigram is  ☷ (坤 kūn) veld = (地) aarde.
| teken                       | ䷎                         | ䷎                         |
| benaming                    | Hexagram voor Nederigheid | Hexagram voor Nederigheid |
| code                        | decimaal                  | hex                       |
| Unicode                     | 19918                     | 4DCE                      |
| UTF-8                       | 228 183 142               | E4 B7 8E                  |
| Karakter-entiteitreferentie | &#19918;                  | &#x4DCE;                  |

### Hexagram 16
Hexagram 16 is 豫 (yù), "Geestdrift". Andere vertalingen: "enthousiasme" en "overdaad". Onderste trigram is  ☷ (坤 kūn) veld = (地) aarde, bovenste trigram is ☳ (震 zhèn) schok = (雷) donder.
| teken                       | ䷏                        | ䷏                        |
| benaming                    | Hexagram voor Geestdrift | Hexagram voor Geestdrift |
| code                        | decimaal                 | hex                      |
| Unicode                     | 19919                    | 4DCF                     |
| UTF-8                       | 228 183 143              | E4 B7 8F                 |
| Karakter-entiteitreferentie | &#19919;                 | &#x4DCF;                 |

### Hexagram 17
Hexagram 17 is 隨 (suí), "Volgen". Onderste trigram is  ☳ (震 zhèn) schok = (雷) donder, bovenste trigram is ☱ (兌 duì) open = (澤) meer.
| teken                       | ䷐                    | ䷐                    |
| benaming                    | Hexagram voor Volgen | Hexagram voor Volgen |
| code                        | decimal              | hex                  |
| Unicode                     | 19920                | 4DD0                 |
| UTF-8                       | 228 183 144          | E4 B7 90             |
| Karakter-entiteitreferentie | &#19920;             | &#x4DD0;             |

### Hexagram 18
Hexagram 18 is 蠱 (gǔ), "Rot". Andere vertalingen o.a.: "bederf", "werk aan het verdorvene", "corrigeren" en "tak". Onderste  trigram is  ☴ (巽 xùn) grond = (風) wind, bovenste trigram is ☶ (艮 gèn) grens = (山) berg. Gu is de naam van een vergif dat traditioneel gebruikt werd in de Chinese toverkunst.
| teken                       | ䷑                    | ䷑                    |
| naam                        | Hexagram voor Bederf | Hexagram voor Bederf |
| code                        | decimaal             | hex                  |
| Unicode                     | 19921                | 4DD1                 |
| UTF-8                       | 228 183 145          | E4 B7 91             |
| Karakter-entiteitreferentie | &#19921;             | &#x4DD1;             |

### Hexagram 19
Hexagram 19 is 臨 (lín), "Naderen". Andere vertalingen o.a. "nadering" en "het woud". Onderste trigram is ☱ (兌 duì) open = (澤) meer, bovenste trigram is ☷ (坤 kūn) veld = (地) aarde.
| teken                       | ䷒                     | ䷒                     |
| benaming                    | Hexagram voor Naderen | Hexagram voor Naderen |
| code                        | decimaal              | hex                   |
| Unicode                     | 19922                 | 4DD2                  |
| UTF-8                       | 228 183 146           | E4 B7 92              |
| Karakter-entiteitreferentie | &#19922;              | &#x4DD2;              |

### Hexagram 20
Hexagram 20 is 觀 (guān), "Observeren". Andere vertalingen o.a.: "het beschouwen (zicht)" en "opzoeken". Onderste trigram is ☷ (坤 kūn) veld = (地) aarde, bovenste trigram is ☴ (巽 xùn) grond = (風) wind.
| teken                       | ䷓                        | ䷓                        |
| benaming                    | Hexagram voor Observeren | Hexagram voor Observeren |
| code                        | decimaal                 | hex                      |
| Unicode                     | 19923                    | 4DD3                     |
| UTF-8                       | 228 183 147              | E4 B7 93                 |
| Karakter-entiteitreferentie | &#19923;                 | &#x4DD3;                 |

### Hexagram 21
Hexagram 21 is 噬嗑 (shì kè), "Doorknagen". Andere vertalingen: "doorbijten" en "bijten en kauwen". Onderste trigram is ☳ (震 zhèn) schok = (雷) donder, bovenste trigram is ☲ (離 lí) stralen = (火) vuur.
| teken                       | ䷔                        | ䷔                        |
| benaming                    | Hexagram voor Doorknagen | Hexagram voor Doorknagen |
| code                        | decimaal                 | hex                      |
| Unicode                     | 19924                    | 4DD4                     |
| UTF-8                       | 228 183 148              | E4 B7 94                 |
| Karakter-entiteitreferentie | &#19924;                 | &#x4DD4;                 |

### Hexagram 22
Hexagram 22 is 賁 (bì), "Verfraaien". Andere vertalingen o.a.:"gratie" en "luxe". Onderste trigram is ☲ (離 lí) stralen = (火) vuur, bovenste trigram is ☶ (艮 gèn) grens = (山) berg.
| teken                       | ䷕                        | ䷕                        |
| benaming                    | Hexagram voor Verfraaien | Hexagram voor Verfraaien |
| code                        | decimaal                 | hex                      |
| Unicode                     | 19925                    | 4DD5                     |
| UTF-8                       | 228 183 149              | E4 B7 95                 |
| Karakter-entiteitreferentie | &#19925;                 | &#x4DD5;                 |

### Hexagram 23
Hexagram 23 is 剝 (bō), "Ontmantelen". Andere vertalingen o.a.: "splijten" en "versplinteren, versplintering". Onderste  trigram is ☷ (坤 kūn) veld = (地) aarde, abovenste trigram is ☶ (艮 gèn) grens =(山) berg.
| teken                       | ䷖                         | ䷖                         |
| benaming                    | Hexagram voor Ontmantelen | Hexagram voor Ontmantelen |
| code                        | decimaal                  | hex                       |
| Unicode                     | 19926                     | 4DD6                      |
| UTF-8                       | 228 183 150               | E4 B7 96                  |
| Karakter-entiteitreferentie | &#19926;                  | &#x4DD6;                  |

### Hexagram 24
Hexagram 24 is 復 (fù), "Terugkeren". Andere vertalingen o.a.: "terugkeer (het keerpunt)". Onderste trigram is ☳ (震 zhèn) schok = (雷) donder, bovenste trigram is ☷ (坤 kūn) veld = (地) aarde.
| karakter                    | ䷗                        | ䷗                        |
| naam                        | Hexagram voor Terugkeren | Hexagram voor Terugkeren |
| code                        | decimal                  | hex                      |
| Unicode                     | 19927                    | 4DD7                     |
| UTF-8                       | 228 183 151              | E4 B7 97                 |
| Karakter-entiteitreferentie | &#19927;                 | &#x4DD7;                 |

### Hexagram 25
Hexagram 25 is 無妄 (wú wàng), "Onschuld". Andere vertalingen o.a.:"zonder ingewikkeldheid", "het onverwachte" en "pestilentie". Onderste trigram is ☳ (震 zhèn) schok = (雷) donder, bovenste trigram ☰ (乾 qián) kracht = (天) hemel.
| teken                       | ䷘                      | ䷘                      |
| benaming                    | Hexagram voor Onschuld | Hexagram voor Onschuld |
| code                        | decimaal               | hex                    |
| Unicode                     | 19928                  | 4DD8                   |
| UTF-8                       | 228 183 152            | E4 B7 98               |
| Karakter-entiteitreferentie | &#19928;               | &#x4DD8;               |

### Hexagram 26
Hexagram 26 is 大畜 (dà chù), "Groot Vergaren". Andere vertalingen o.a.:"de temmende macht van het grote", "grote voorraad", en "potentiële energie". Onderste  trigram is ☰ (乾 qián) kracht = (天) hemel, bovenste trigram is ☶ (艮 gèn) grens = (山) berg.
| teken                       | ䷙                            | ䷙                            |
| benaming                    | Hexagram voor Groot Vergaren | Hexagram voor Groot Vergaren |
| code                        | decimaal                     | hex                          |
| Unicode                     | 19929                        | 4DD9                         |
| UTF-8                       | 228 183 153                  | E4 B7 99                     |
| Karakter-entiteitreferentie | &#19929;                     | &#x4DD9;                     |

### Hexagram 27
Hexagram 27 is 頤 (yí), "Kauwen". Andere vertalingen o.a.: "slikken",  "de mondhoeken (voedend)", "kaken" en "comfort/veiligheid". Onderste trigram is ☳ (震 zhèn) schok = (雷) donder, bovenste trigram is ☶ (艮 gèn) grens = (山) berg.
| teken                       | ䷚                    | ䷚                    |
| benaming                    | Hexagram voor Kauwen | Hexagram voor Kauwen |
| code                        | decimaal             | hex                  |
| Unicode                     | 19930                | 4DDA                 |
| UTF-8                       | 228 183 154          | E4 B7 9A             |
| Karakter-entiteitreferentie | &#19930;             | &#x4DDA;             |

### Hexagram 28
Hexagram 28 is 大過 (dà guò), "Overtreffend Groot". Andere vertalingen o.a.: "overwicht van het grote", "groot overtreffen" en "kritische massa". Onderste trigram is ☴ (巽 xùn) ground = (風) wind, bovenste trigram is  ☱ (兌 duì) open = (澤) meer.
| teken                       | ䷛                                | ䷛                                |
| benaming                    | Hexagram voor Overtreffend Groot | Hexagram voor Overtreffend Groot |
| code                        | decimaal                         | hex                              |
| Unicode                     | 19931                            | 4DDB                             |
| UTF-8                       | 228 183 155                      | E4 B7 9B                         |
| Karakter-entiteitreferentie | &#19931;                         | &#x4DDB;                         |

### Hexagram 29
Hexagram 29 is  坎 (kǎn), "Water". Andere vertalingen o.a.:  "Ravijn" en "het onpeilbare". Onderste  trigram is ☵ (坎 kǎn) ravijn = (水) water, bovenste trigram is hetzelfde.
| tekens                      | ䷜                    | ䷜                    |
| benaming                    | Hexagram voor Ravijn | Hexagram voor Ravijn |
| code                        | decimaal             | hex                  |
| Unicode                     | 19932                | 4DDC                 |
| UTF-8                       | 228 183 156          | E4 B7 9C             |
| Karakter-entiteitreferentie | &#19932;             | &#x4DDC;             |

### Hexagram 30
Hexagram 30 is 離 (lí), "Vuur". Andere vertalingen o.a.: "het Zich-Hechtende", "Stralen" en "het net". Onderste trigram is ☲ (離 lí) stralen = (火) vuur, bovenste is hetzelfde. 
| teken                       | ䷝                  | ䷝                  |
| benaming                    | Hexagram voor Vuur | Hexagram voor Vuur |
| code                        | decimaal           | hex                |
| Unicode                     | 19933              | 4DDD               |
| UTF-8                       | 228 183 157        | E4 B7 9D           |
| Karakter-entiteitreferentie | &#19933;           | &#x4DDD;           |

### Hexagram 31
Hexagram 31 is 咸 (xián), "Verenigen". Andere vertalingen o.a.:  "inwerking" en "invloed". Onderste trigram is ☶ (艮 gèn) grens = (山) berg, bovenste trigram is  ☱ (兌 duì) open = (澤) meer.
| teken                       | ䷞                       | ䷞                       |
| benaming                    | Hexagram voor Verenigen | Hexagram voor Verenigen |
| code                        | decimaal                | hex                     |
| Unicode                     | 19934                   | 4DDE                    |
| UTF-8                       | 228 183 158             | E4 B7 9E                |
| Karakter-entiteitreferentie | &#19934;                | &#x4DDE;                |

### Hexagram 32
Hexagram 32 is 恆 (héng), "Volharden". Andere vertalingen o.a.: "duur" en "vasthoudendheid". Onderste trigram is ☴ (巽 xùn) grond =(風) wind, bovenste trigram is ☳ (震 zhèn) schok = (雷) donder.
| teken                       | ䷟                       | ䷟                       |
| benaming                    | Hexagram voor Volharden | Hexagram voor Volharden |
| code                        | decimaal                | hex                     |
| Unicode                     | 19935                   | 4DDF                    |
| UTF-8                       | 228 183 159             | E4 B7 9F                |
| Karakter-entiteitreferentie | &#19935;                | &#x4DDF;                |

### Hexagram 33
Hexagram 33 is 遯 (dùn), "Terugtrekken". Andere vertalingen o.a.:"de aftocht" en "overgeven". Onderste trigram is ☶ (艮 gèn) grens = (山) berg, en het bovenste trigram  is ☰ (乾 qián) kracht = (天) hemel.
| teken                       | ䷠                          | ䷠                          |
| benaming                    | Hexagram voor Terugtrekken | Hexagram voor Terugtrekken |
| code                        | decimaal                   | hex                        |
| Unicode                     | 19936                      | 4DE0                       |
| UTF-8                       | 228 183 160                | E4 B7 A0                   |
| Karakter-entiteitreferentie | &#19936;                   | &#x4DE0;                   |

### Hexagram 34
Hexagram 34 is 大壯 (dà zhuàng), "Stimulerend Groot". Andere vertalingen o.a.: "de macht van het grote" en "grote rijpheid". Onderste  trigram is ☰ (乾 qián) kracht = (天) hemel, bovenste trigram is ☳ (震 zhèn) schok = (雷) donder.
| teken                       | ䷡                               | ䷡                               |
| benaming                    | Hexagram voor Stimulerend Groot | Hexagram voor Stimulerend Groot |
| code                        | decimaal                        | hex                             |
| Unicode                     | 19937                           | 4DE1                            |
| UTF-8                       | 228 183 161                     | E4 B7 A1                        |
| Karakter-entiteitreferentie | &#19937;                        | &#x4DE1;                        |

### Hexagram 35
Hexagram 35 is 晉 (jìn), "Floreren". Andere vertalingen o.a.: "welvaart" en "vooruitgang". Onderste trigram is ☷ (坤 kūn) veld= (地) aarde, bovenste trigram is ☲ (離 lí) stralen = (火) vuur.
| teken                       | ䷢                      | ䷢                      |
| benaming                    | Hexagram voor Floreren | Hexagram voor Floreren |
| code                        | decimaal               | hex                    |
| Unicode                     | 19938                  | 4DE2                   |
| UTF-8                       | 228 183 162            | E4 B7 A2               |
| Karakter-entiteitreferentie | &#19938;               | &#x4DE2;               |

### Hexagram 36
Hexagram 36 is 明夷 (míng yí), "Helderheid Verbergen". Andere vertalingen o.a.:"verduistering van het licht" en "verborgen begrip". Onderste  trigram is ☲ (離 lí) stralen = (火) vuur, bovenste trigram is ☷ (坤 kūn) veld = (地) aarde.
| teken                       | ䷣                                  | ䷣                                  |
| benaming                    | Hexagram voor Helderheid Verbergen | Hexagram voor Helderheid Verbergen |
| code                        | decimaal                           | hex                                |
| Unicode                     | 19939                              | 4DE3                               |
| UTF-8                       | 228 183 163                        | E4 B7 A3                           |
| Karakter-entiteitreferentie | &#19939;                           | &#x4DE3;                           |

### Hexagram 37
Hexagram 37 is 家人 (jiā rén), "Gezin". Andere vertalingen o.a.: "familie (de clan)" en "familieleden". Onderste  trigram is ☲ (離 lí) stralen = (火) vuur, bovenste  trigram is ☴ (巽 xùn) grond =(風) wind.
| teken                       | ䷤                   | ䷤                   |
| benaming                    | Hexagram voor Gezin | Hexagram voor Gezin |
| code                        | decimaal            | hex                 |
| Unicode                     | 19940               | 4DE4                |
| UTF-8                       | 228 183 164         | E4 B7 A4            |
| Karakter-entiteitreferentie | &#19940;            | &#x4DE4;            |

### Hexagram 38
Hexagram 38 is 睽 (kuí), "Tegenstelling". Andere vertalingen o.a.: "oppositie" en "perversie". Onderste  trigram is ☱ (兌 duì) open = (澤) (澤) meer, bovenste trigram is ☲ (離 lí) stralen = (火) vuur.
| teken                       | ䷥                           | ䷥                           |
| benaming                    | Hexagram voor Tegenstelling | Hexagram voor Tegenstelling |
| code                        | decimaal                    | hex                         |
| Unicode                     | 19941                       | 4DE5                        |
| UTF-8                       | 228 183 165                 | E4 B7 A5                    |
| Karakter-entiteitreferentie | &#19941;                    | &#x4DE5;                    |

### Hexagram 39
Hexagram 39 is 蹇 (jiǎn), "Manken". Andere vertalingen o.a. "obstructie", "hindernis" en "te voet". Onderste  trigram is ☶ (艮 gèn) grens = (山) berg, bovenste  trigram is ☵ (坎 kǎn) ravijn = (水) water.
| teken                       | ䷦                    | ䷦                    |
| benaming                    | Hexagram voor Manken | Hexagram voor Manken |
| code                        | decimaal             | hex                  |
| Unicode                     | 19942                | 4DE6                 |
| UTF-8                       | 228 183 166          | E4 B7 A6             |
| Karakter-entiteitreferentie | &#19942;             | &#x4DE6;             |

### Hexagram 40
Hexagram 40 is 解 (xiè), "Oplossen". Andere vertalingen o.a.: "bevrijding" en "ontknopen". Onderste  trigram is ☵ (坎 kǎn) ravijn = (水) water, bovenste trigram is ☳ (震 zhèn) schok = (雷) donder.
| teken                       | ䷧                      | ䷧                      |
| benaming                    | Hexagram voor Oplossen | Hexagram voor Oplossen |
| code                        | decimaal               | hex                    |
| Unicode                     | 19943                  | 4DE7                   |
| UTF-8                       | 228 183 167            | E4 B7 A7               |
| Karakter-entiteitreferentie | &#19943;               | &#x4DE7;               |

### Hexagram 41
Hexagram 41 is 損 (sǔn), "Verminderen". Andere vertalingen o.a.: "daling", "matigen" en vermindering". Onderste trigram is ☱ (兌 duì) open = (澤) meer, bovenste trigram is ☶ (艮 gèn) grens = (山) berg.
| teken                       | ䷨                         | ䷨                         |
| benaming                    | Hexagram voor Verminderen | Hexagram voor Verminderen |
| code                        | decimaal                  | hex                       |
| Unicode                     | 19944                     | 4DE8                      |
| UTF-8                       | 228 183 168               | E4 B7 A8                  |
| Karakter-entiteitreferentie | &#19944;                  | &#x4DE8;                  |

### Hexagram 42
Hexagram 42 is 益 (yì), "Vermeerderen". Andere vertalingen o.a.:"vermeerdering", "toename". Onderste  trigram is ☳ (震 zhèn) schok = (雷) donder, bovenste trigram trigram is ☴ (巽 xùn) grond = (風) wind.
| teken                       | ䷩                          | ䷩                          |
| benaming                    | Hexagram voor Vermeerderen | Hexagram voor Vermeerderen |
| code                        | decimaal                   | hex                        |
| Unicode                     | 19945                      | 4DE9                       |
| UTF-8                       | 228 183 169                | E4 B7 A9                   |
| Karakter-entiteitreferentie | &#19945;                   | &#x4DE9;                   |

### Hexagram 43
Hexagram 43 is 夬 (guài), "Doorbreken". Andere vertalingen: "beslissen, beslistheid", "splitsen", en "doorbraak". 
Het trigram onder is ☰ (乾 qián) kracht = (天) hemel, het trigram boven is ☱ (兌 duì) open = (澤) meer.
| teken                       | ䷪                        | ䷪                        |
| benaming                    | Hexagram voor Doorbreken | Hexagram voor Doorbreken |
| code                        | decimaal                 | hex                      |
| Unicode                     | 19946                    | 4DEA                     |
| UTF-8                       | 228 183 170              | E4 B7 AA                 |
| Karakter-entiteitreferentie | &#19946;                 | &#x4DEA;                 |

### Hexagram 44
Hexagram 44 is 姤 (gòu), "Paren". Andere vertalingen o.a.: "tegemoetkomen" en "ontmoeten". Onderste  trigram is  ☴ (巽 xùn) grond = (風) wind, bovenste trigram is ☰ (乾 qián) kracht = (天) hemel.
| teken                       | ䷫                   | ䷫                   |
| benaming                    | Hexagram voor Paren | Hexagram voor Paren |
| code                        | decimaal            | hex                 |
| Unicode                     | 19947               | 4DEB                |
| UTF-8                       | 228 183 171         | E4 B7 AB            |
| Karakter-entiteitreferentie | &#19947;            | &#x4DEB;            |

### Hexagram 45
Hexagram 45 萃 (cuì), "Samenbrengen". Andere vertalingen o. a. :"verzamelen, ophopen" en  "samenklonteren". Onderste trigram is ☷ (坤 kūn) veld = (地) aarde, bovenste trigram is ☱ (兌 duì) open = (澤) meer.
| teken                       | ䷬                          | ䷬                          |
| benaming                    | Hexagram voor Samenbrengen | Hexagram voor Samenbrengen |
| code                        | decimaal                   | hex                        |
| Unicode                     | 19948                      | 4DEC                       |
| UTF-8                       | 228 183 172                | E4 B7 AC                   |
| Karakter-entiteitreferentie | &#19948;                   | &#x4DEC;                   |

### Hexagram 46
Hexagram 46 is 升 (shēng), "Omhoogdringen". Andere vertalingen o.a.: "stijgen", "klimmen" en "het omhoogdringen". Bovenste trigram is ☴ (巽 xùn) grond = (風) wind, bovenste trigram is ☷ (坤 kūn) veld =(地) aarde.
| teken                       | ䷭                           | ䷭                           |
| benaming                    | Hexagram voor Omhoogdringen | Hexagram voor Omhoogdringen |
| code                        | decimaal                    | hex                         |
| Unicode                     | 19949                       | 4DED                        |
| UTF-8                       | 228 183 173                 | E4 B7 AD                    |
| Karakter-entiteitreferentie | &#19949;                    | &#x4DED;                    |

### Hexagram 47
Hexagram 47 is 困 (kùn), "Opsluiten". Andere vertalingen o.a.:  "onderdrukking (uitputting)" en "ingesloten". Onderste trigram  ☵ (坎 kǎn) ravijn = (水) water, bovenste trigram ☱ (兌 duì) open = (澤) meer.
| teken                       | ䷮                       | ䷮                       |
| benaming                    | Hexagram voor Opsluiten | Hexagram voor Opsluiten |
| code                        | decimaal                | hex                     |
| Unicode                     | 19950                   | 4DEE                    |
| UTF-8                       | 228 183 174             | E4 B7 AE                |
| Karakter-entiteitreferentie | &#19950;                | &#x4DEE;                |

### Hexagram 48
Hexagram 48 is 井 (jǐng), "Opwellen". Andere vertalingen o.a.: "de waterput", "de bron". Onderste trigram is ☴ (巽 xùn) grond = (風) wind, bovenste  trigram is ☵ (坎 kǎn) ravijn = (水) water.
| teken                       | ䷯                      | ䷯                      |
| benaming                    | Hexagram voor Opwellen | Hexagram voor Opwellen |
| code                        | decimaal               | hex                    |
| Unicode                     | 19951                  | 4DEF                   |
| UTF-8                       | 228 183 175            | E4 B7 AF               |
| Karakter-entiteitreferentie | &#19951;               | &#x4DEF;               |

### Hexagram 49
Hexagram 49 is 革 (gé), "Omwenteling". Andere vertalingen: "revolutie (vervellen)", "het oude afschaffen" en "afstropen". Onderste trigram ☲ (離 lí) stralen = (火) vuur, bovenste trigram is ☱ (兌 duì) open = (澤) meer.
| teken                       | ䷰                         | ䷰                         |
| benaming                    | Hexagram voor Omwenteling | Hexagram voor Omwenteling |
| code                        | decimaal                  | hex                       |
| Unicode                     | 19952                     | 4DF0                      |
| UTF-8                       | 228 183 176               | E4 B7 B0                  |
| Karakter-entiteitreferentie | &#19952;                  | &#x4DF0;                  |

### Hexagram 50
Hexagram 50 is 鼎 (dǐng), "Ketel". Andere vertalingen o.a.:  "het vat" en "de spijspot". Onderste trigram is ☴ (巽 xùn) grond = (風) wind, bovenste trigram is ☲ (離 lí) stralen = (火) vuur.
| teken                       | ䷱                   | ䷱                   |
| benaming                    | Hexagram voor Ketel | Hexagram voor Ketel |
| code                        | decimaal            | hex                 |
| Unicode                     | 19953               | 4DF1                |
| UTF-8                       | 228 183 177         | E4 B7 B1            |
| Karakter-entiteitreferentie | &#19953;            | &#x4DF1;            |

### Hexagram 51
Hexagram 51 is 震 (zhèn), "Donder". Andere vertalingen o.a. "het opwindende (schok)" en "Schok(ken)r". Onderste trigram is ☳ (震 zhèn) schok = (雷) donder, bovenste is hetzelfde.
| teken                       | ䷲                    | ䷲                    |
| benaming                    | Hexagram voor Donder | Hexagram voor Donder |
| code                        | decimaal             | hex                  |
| Unicode                     | 19954                | 4DF2                 |
| UTF-8                       | 228 183 178          | E4 B7 B2             |
| Karakter-entiteitreferentie | &#19954;             | &#x4DF2;             |

### Hexagram 52
Hexagram 52 is 艮 (gèn), "Berg". Andere vertalingen o.a.:  "Stilhouden" en "grens". Onderste trigram  ☶ (艮 gèn) grens = (山) berg, bovenste is hetzelfde.
| teken                       | ䷳                        | ䷳                        |
| benaming                    | Hexagram voor Stilhouden | Hexagram voor Stilhouden |
| code                        | decimaal                 | hex                      |
| Unicode                     | 19955                    | 4DF3                     |
| UTF-8                       | 228 183 179              | E4 B7 B3                 |
| Karakter-entiteitreferentie | &#19955;                 | &#x4DF3;                 |

### Hexagram 53
Hexagram 53 is 漸 (jiàn), "Indringen". Andere vertalingen o.a. "de ontwikkeling" en"voortgang". Onderste  trigram is ☶ (艮 gèn) grens = (山) berg, bovenste trigram is ☴ (巽 xùn) grond = (風) wind.
| teken                       | ䷴                       | ䷴                       |
| benaming                    | Hexagram voor Indringen | Hexagram voor Indringen |
| code                        | decimaal                | hex                     |
| Unicode                     | 19956                   | 4DF4                    |
| UTF-8                       | 228 183 180             | E4 B7 B4                |
| Karakter-entiteitreferentie | &#19956;                | &#x4DF4;                |

### Hexagram 54
Hexagram 54 is  歸妹 (guī mèi), "Het Huwende Meisje". Andere vertalingen o.a.: "transformatie van de maagd" and "terugkerende maagd". Onderste  trigram is ☱ (兌 duì) open = (澤) meer, bovenste  trigram is ☳ (震 zhèn) schok = (雷) donder.
| teken                       | ䷵                                | ䷵                                |
| benaming                    | Hexagram voor Het Huwende Meisje | Hexagram voor Het Huwende Meisje |
| code                        | decimaal                         | hex                              |
| Unicode                     | 19957                            | 4DF5                             |
| UTF-8                       | 228 183 181                      | E4 B7 B5                         |
| Karakter-entiteitreferentie | &#19957;                         | &#x4DF5;                         |

### Hexagram 55
Hexagram 55 is named 豐 (fēng), "Overvloedig". Andere vertalingen o.a.: "overvloed" en "volheid". Onderste  trigram is ☲ (離 lí) stralen = (火) vuur, bovenste trigram is ☳ (震 zhèn) schok = (雷) donder.
| teken                       | ䷶                         | ䷶                         |
| benaming                    | Hexagram voor Overvloedig | Hexagram voor Overvloedig |
| code                        | decimaal                  | hex                       |
| Unicode                     | 19958                     | 4DF6                      |
| UTF-8                       | 228 183 182               | E4 B7 B6                  |
| Karakter-entiteitreferentie | &#19958;                  | &#x4DF6;                  |

### Hexagram 56
Hexagram 56 is 旅 (lǚ), "Vertoeven". Andere vertalingen o.a.:  "de zwerver" en "rondreizen". Onderste  trigram is ☶ (艮 gèn) grens = (山) berg, bovenste trigram is ☲ (離 lí) stralen = (火) vuur.
| teken                       | ䷷                       | ䷷                       |
| benaming                    | Hexagram voor Vertoeven | Hexagram voor Vertoeven |
| code                        | decimaal                | hex                     |
| Unicode                     | 19959                   | 4DF7                    |
| UTF-8                       | 228 183 183             | E4 B7 B7                |
| Karakter-entiteitreferentie | &#19959;                | &#x4DF7;                |

### Hexagram 57
Hexagram 57 is 巽 (xùn), "Wind". Andere vertalingen o.a. "het zachtmoedige (de zachte wind)", "grond" en "berekeningen". Onderste  trigram is ☴ (巽 xùn) grond = (風) wind, bovenste is hetzelfde.
| teken                       | ䷸                  | ䷸                  |
| benaming                    | Hexagram voor Wind | Hexagram voor Wind |
| code                        | decimaal           | hex                |
| Unicode                     | 19960              | 4DF8               |
| UTF-8                       | 228 183 184        | E4 B7 B8           |
| Karakter-entiteitreferentie | &#19960;           | &#x4DF8;           |

### Hexagram 58
Hexagram 58 is 兌 (duì), "Openheid". Andere vertalingen o.a.: "het blijmoedige", "meer" en "usurpatie". Onderste  trigram is ☱ (兌 duì) open = (澤) meer, bovenste is hetzelfde.
| teken                       | ䷹                      | ䷹                      |
| benaming                    | Hexagram voor Openheid | Hexagram voor Openheid |
| code                        | decimaal               | hex                    |
| Unicode                     | 19961                  | 4DF9                   |
| UTF-8                       | 228 183 185            | E4 B7 B9               |
| Karakter-entiteitreferentie | &#19961;               | &#x4DF9;               |

### Hexagram 59
Hexagram 59 is 渙 (huàn), "Oplossen". Andere vertalingen o.a.: "verspreiding (dissolutie)" en "uitstrooiing". Onderste trigram is ☵ (坎 kǎn) ravijn = (水) water, bovenste trigram is ☴ (巽 xùn) grond = (風) wind.
| teken                       | ䷺                      | ䷺                      |
| benaming                    | Hexagram voor Oplossen | Hexagram voor Oplossen |
| code                        | decimaal               | hex                    |
| Unicode                     | 19962                  | 4DFA                   |
| UTF-8                       | 228 183 186            | E4 B7 BA               |
| Karakter-entiteitreferentie | &#19962;               | &#x4DFA;               |

### Hexagram 60
Hexagram 60 is 節 (jié), "Beperken". Andere vertalingen o.a.: "onderverdelen", "beperking", "indeling", "beteugeling" en "articuleren". Onderste  trigram is ☱ (兌 duì) open = (澤)(澤) meer, bovenste trigram is ☵ (坎 kǎn) ravijn = (水) water.
| teken                       | ䷻                      | ䷻                      |
| benaming                    | Hexagram voor Beperken | Hexagram voor Beperken |
| code                        | decimaal               | hex                    |
| Unicode                     | 19963                  | 4DFB                   |
| UTF-8                       | 228 183 187            | E4 B7 BB               |
| Karakter-entiteitreferentie | &#19963;               | &#x4DFB;               |

### Hexagram 61
Hexagram 61 is 中孚 (zhōng fú), "Innerlijke Waarheid". Andere vertalingen o.a. "overeenstemming centrum" en "centrale terugkeer". Onderste  trigram is ☱ (兌 duì) open = (澤) meer, bovenste trigram is ☴ (巽 xùn) grond = (風) wind.
| teken                       | ䷼                                 | ䷼                                 |
| benaming                    | Hexagram voor Innerlijke Waarheid | Hexagram voor Innerlijke Waarheid |
| code                        | decimaal                          | hex                               |
| Unicode                     | 19964                             | 4DFC                              |
| UTF-8                       | 228 183 188                       | E4 B7 BC                          |
| Karakter-entiteitreferentie | &#19964;                          | &#x4DFC;                          |

### Hexagram 62
Hexagram 62 is 小過 (xiǎo guò), "Overtreffend Klein". Andere vertalingen o.a.: "overwicht van het kleine" en "klein overschrijden". Onderste  trigram is ☶ (艮 gèn) grens = (山) berg, bovenste trigram is ☳ (震 zhèn) schok = (雷) donder.
| teken                       | ䷽                                | ䷽                                |
| benaming                    | Hexagram voor Overtreffend Klein | Hexagram voor Overtreffend Klein |
| code                        | decimaal                         | hex                              |
| Unicode                     | 19965                            | 4DFD                             |
| UTF-8                       | 228 183 189                      | E4 B7 BD                         |
| Karakter-entiteitreferentie | &#19965;                         | &#x4DFD;                         |

### Hexagram 63
Hexagram 63 is  既濟 (jì jì), "Na de Voleinding". Andere vertalingen o.a.:  "na voltooiing" en "al gedaan". Onderste  trigram is ☲ (離 lí) stralen = (火) vuur, bovenste trigram is ☵ (坎 kǎn) ravijn = (水) water.
| teken                       | ䷾                              | ䷾                              |
| benaming                    | Hexagram voor Na de Voleinding | Hexagram voor Na de Voleinding |
| code                        | decimaal                       | hex                            |
| Unicode                     | 19966                          | 4DFE                           |
| UTF-8                       | 228 183 190                    | E4 B7 BE                       |
| Karakter-entiteitreferentie | &#19966;                       | &#x4DFE;                       |

### Hexagram 64
Hexagram 64 is 未濟 (wèi jì), "Vóór de Voleinding". Andere vertalingen o.a.: "nog niet oversteken" en "nog niet af". Onderste trigram is ☵ (坎 kǎn) ravijn = (水) water, bovenste trigram is ☲ (離 lí) stralen = (火) vuur.
| teken                       | ䷿                                | ䷿                                |
| benaming                    | Hexagram voor Vóór de Voleinding | Hexagram voor Vóór de Voleinding |
| code                        | decimaal                         | hex                              |
| Unicode                     | 19967                            | 4DFF                             |
| UTF-8                       | 228 183 191                      | E4 B7 BF                         |
| Karakter-entiteitreferentie | &#19967;                         | &#x4DFF;                         |

## Overzicht op nummer
Met de alternatieve vertaling van Van Hengel (zie Bronnen)
| 1-8   | 1: Het Scheppende                    | 2: Het Ontvangende                   | 3: De Aanvangs- moeilijkheid | 4: De Jeugddwaasheid               | 5: Het Wachten             | 6: De Strijd                     | 7: Het Leger          | 8: De Aaneen- geslotenheid |
| 9-16  | 9: De Temmende Kracht van het Kleine | 10: Het Optreden                     | 11: De Vrede                 | 12: De Stilstand                   | 13: Gemeenschap met Mensen | 14: Het Bezit van het Grote      | 15: De Bescheidenheid | 16: De Geestdrift          |
| 17-24 | 17: Het Navolgen                     | 18: Het Werk aan het Bedorvene       | 19: De Toenadering           | 20: De Beschouwing                 | 21: Het Doorbijten         | 22: De Bekoorlijkheid            | 23: De Versplintering | 24: De Terugkeer           |
| 25-32 | 25: De Onschuld                      | 26: De Temmende Kracht van het Grote | 27: De Mondhoeken            | 28: Het Overwicht van het Grote    | 29: Het Onpeilbare         | 30: Het Zich-Hechtende           | 31: De Inwerking      | 32: De Duurzaamheid        |
| 33-40 | 33: De Terugtocht                    | 34: De Macht van het Grote           | 35: De Vooruitgang           | 36: De Verduistering van het Licht | 37: Het Gezin              | 38: De Tegenstelling             | 39: De Hindernis      | 40: De Bevrijding          |
| 41-48 | 41: De Vermindering                  | 42: De Vermeerdering                 | 43: De Doorbraak             | 44: Het Tegemoetkomen              | 45: Het Verzamelen         | 46: Het Omhoogdringen            | 47: De Benauwenis     | 48: De Waterput            |
| 49-56 | 49: De Omwenteling                   | 50: De Spijspot                      | 51: Het Opwindende           | 52: Het Stilhouden                 | 53: De Ontwikkeling        | 54: Het Huwende Meisje           | 55: De Volheid        | 56: De Zwerver             |
| 57-64 | 57: Het Zachtmoedige                 | 58: Het Blijmoedige                  | 59: De Oplossing             | 60: De Beperking                   | 61: Innerlijke Waarheid    | 62: Het Overwicht van het Kleine | 63: Na de Voleinding  | 64: Vóór de Voleinding     |